# Ардеш (річка)
Ардеш — річка на півдні Франції, що протікає в регіонах Овернь-Рона-Альпи та Окситанія.

## Течія
Річка Ардеш бере початок у регіональному природному парку Мон-д'Ардеш, в муніципалітеті Асте, тече, як правило, у південно-східному напрямку, утворює вражаючі Ардешські ущелини у нижній течії та впадає приблизно через 125 км біля Пон-Сент-Еспрі, як права притока в річку Рона. На своєму шляху Ардеш перетинає департамент Ардеш, якому й дала свою назву, та департамент Гар.

## Населені пункти біля річки
- Асте
- Тюей
- Лалевад-д'Ардеш
- Юсель
- Обена
- Сен-Сернен
- Рюом
- Валлон-Пон-д'Арк
- Салава
- Пон-Сент-Еспрі

## Водні види спорту

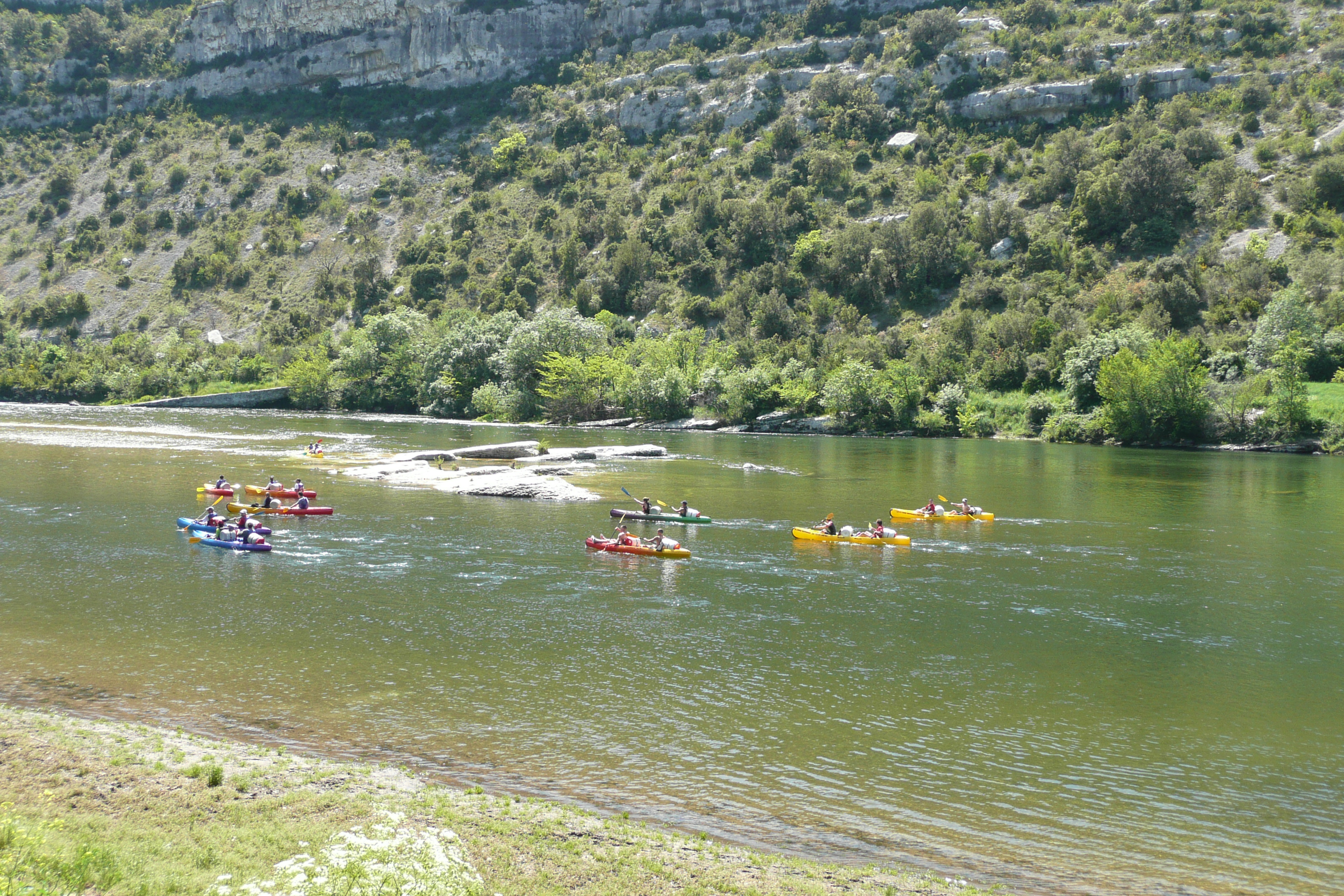
Водні види спорту на річці в Сен-Мартен-д'Ардеш

Річка Ардеш є дуже популярним місцем для веслування на каное. Оскільки навесні іноді випадають рясні опади, річка в цей час може нести багато води. Пороги, звичайні влітку, о цій порі збільшуються і стають складнішими для спортсменів. Влітку в Ардеш зазвичай мало води у порівнянні з весною чи осінню. Річка інколи дуже спокійна, особливо перед вузькими порогами, які перекривають воду. Таким чином, Ардеш є річкою, яка ідеально підходить для сімейних подорожей на каное, особливо в літній час, оскільки майже всі пороги можна обійти або перетягти каное берегом. Береги також чудово підходять для пікніків, дорога через каньйон часто має затінені ділянки, тут також можна спостерігати за дикою природою. У липні та серпні через велику кількість туристів на річці верхів'я річки від села Ле Мазе до Пон-д'Арк патрулюється власною байдарковою поліцією. Ночівля або створення ям для розпалювання багаття поза межами двох платних місць для висадки або ночівлі в Ущелинах Ардеш заборонено через небезпеку виникнення пожежі влітку, так само заборонене плавання річкою дітям віком до семи років. Щорічно на початку листопада на цій ділянці річки проходить вражаючий марафон на каное (" Marathon International des Gorges de l’Ardèche "), в якому беруть участь до 1500 учасників. Різні класи човнів байдарок і каное запускаються одночасно.

## Визначні місця
- Ущелини Ардеш :

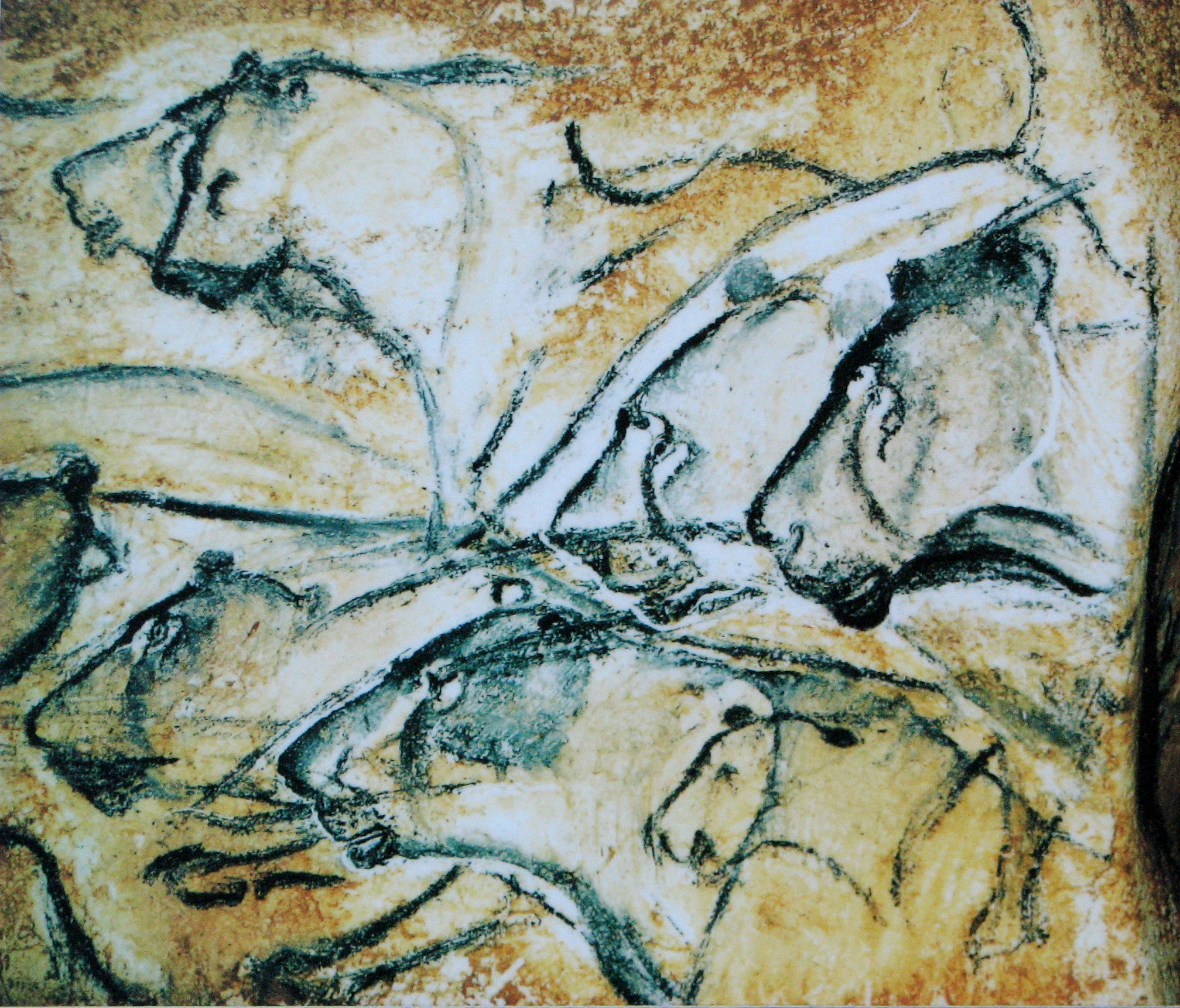
Малюнок лева в печері Шове

Ущелини Ардеш розташовані між містами Валлон-Пон-д'Арк і Сен-Мартен-д'Ардеш. Сільська дорога (Corniche), що проходить уздовж краю каньйону, відкриває вражаючі краєвиди на каньйон і річку.
- Пон д'Арк: Природний кам'яний міст через річку біля міста Валлон-Пон-д'Арк .

- Печера Шове: В ущелинах Ардеш лежить відома печера Шове, вапнякова печера, названа на честь свого першовідкривача, з наскельними малюнками ранньої кам'яної доби, що відрізняються надзвичайною пластичністю та виразністю. Оскільки печера не відкрита для відвідування, місце, яке знаходиться на схід від Валлон-Пон-д'Арк на дорозі до Бур-Сен-Андеоль 25 квітня 2015 року відкрили копію основних частин печери.